# Eva Černe
Eva Černe Avbelj, slovenska pevka zabavne in resne glasbe, * 27. december 1989, Ljubljana.
Eva Černe je bila zmagovalka Bitke talentov 2006, s čimer si je zagotovila tudi udeležbo na EMI 2007, kjer je s pesmijo Čudeži smehljaja zasedla 2. mesto. Na Slovenski popevki 2007 je za pesem »Pomlad v mestu« prejela nagrado občinstva. Na EMI 2008 je s pesmijo »Dovolj« zasedla 5. mesto. Na EMI 2009 je s pesmijo »Vse« zasedla 11. mesto. Leta 2013 je s pesmijo Vrti se v ritmu ponovno zmagala na Slovenski popevki po mnenju občinstva.
Leta 2007 je izšel njen album z naslovom Sanje.

## Glasbeno šolanje
Glasbeno se je začela izobraževati v Glasbeni šoli Domžale (klavir, violina). Pri 14 letih se je začela učiti solopetje na Glasbeni šoli Grosuplje.
Na ljubljanski Akademiji za glasbo je končala magistrski študij solopetja pri profesorici Alenki Dernač Bunta.
Je sopranistka.

## Nastopi na festivalih

### Melodije morja in sonca
- 2000: »Majhen strahec« - članica skupine Domžalčki
- 2001: »Najstništvo«

### Prvi glasek Gorenjske
- 2003: 1. mesto

### Najstniški FeNS
- 2004: »Sama« – 1. mesto

### Prvi glas Gorenjske
- 2004: 1. mesto

### EMA
| Leto | Naslov pesmi       | Avtorji (glasba – besedilo – aranžma)           | Uvrstitev |
| ---- | ------------------ | ----------------------------------------------- | --------- |
| 2007 | »Čudeži smehljaja« | Boštjan Grabnar – Damjana Kenda Hussu – Grabnar | 2.        |
| 2008 | »Dovolj«           | Grabnar – Kenda Hussu – Grabnar                 | 5.        |
| 2009 | »Vse«              | Grabnar – Kenda Hussu – Grabnar                 | 11.       |

### Slovenska popevka
| Leto | Naslov pesmi      | Avtorji (glasba – besedilo – aranžma)             | Uvrstitev | Nagrade              |
| ---- | ----------------- | ------------------------------------------------- | --------- | -------------------- |
| 2007 | »Pomlad v mestu«  | Boštjan Grabnar – Damjana Kenda Hussu – Rok Golob | 1.        | Zmagovalka občinstva |
| 2010 | »Signali«         | Golob                                             | 2.        |                      |
| 2013 | »Vrti se v ritmu« | Golob – Katarina Habe – Golob                     | 1.        | Zmagovalka občinstva |
| 2016 | »Dvigni glas«     | Anže Rozman – Janez Usenik - Anže Rozman          |           |                      |

## Diskografija

### Albumi
- Najstništvo
- Sanje (2007)

1. Čudeži smehljaja (Boštjan Grabnar/Damjana Kenda Hussu/Boštjan Grabnar)
2. Le sanje (B. Grabnar/D. Kenda Hussu/B. Grabnar)
3. Ujemi me (B. Grabnar/D. Kenda Hussu/B. Grabnar)
4. Kdaj, če ne zdaj (B. Grabnar/D. Kenda Hussu/B. Grabnar)
5. Sama (Rado Černe/Ana Černe/B. Grabnar)
6. Pomlad v mestu (B. Grabnar/D. Kenda Hussu/Rok Golob)
7. It's Raining Men (Paul Jabara/Paul Schaffer/B. Grabnar)
8. Najbrž sem ga prisanjala (B. Grabnar/D. Kenda Hussu/B. Grabnar)
9. O, pa ja (B. Grabnar/D. Kenda Hussu/B. Grabnar)

### Nealbumski singli
- Dovolj (2008)
- Vse (2009)
- Vse bo OK (2010)
- Pusti mi dihati (2010)
- Signali (2010)
- Moja pot (2011) (Eva Černe-Uršula Jašovec/Katarina Habe/Uršula Jašovec)
- Vrti se v ritmu (2013)

## Igralske vloge
| Leto | Predstava                               | Vloga                         | Opombe                                                                               |
| ---- | --------------------------------------- | ----------------------------- | ------------------------------------------------------------------------------------ |
| 2011 | Dama iz Maxima                          | Puža Frou-Frou (glavna vloga) | Poletno gledališče Studenec                                                          |
| 2012 | Orfej in Evridika (opera)               | Evridika                      | Akademija za glasbo, AGRFT in Akademija za likovno umetnost in oblikovanje           |
| 2014 | La Cecchina ali Nikogaršnja hči (opera) | Sandrina                      | Slovensko komorno glasbeno gledališče                                                |
| 2014 | Rusalka (opera)                         | Prva gozdna vila              | Opera in balet SNG Maribor                                                           |
| 2014 | Veselica v dolini tihi                  | Sara Baloh                    | Poletno gledališče Studenec                                                          |
| 2014 | Čarobna piščal (opera)                  | Prvi deček                    | Opera in balet SNG Maribor                                                           |
| 2015 | Carmen (opera)                          | Frasquita                     | SNG Opera in balet Ljubljana                                                         |
| 2015 | Kralj gora in ljudomrznik               | Malka                         | Poletno gledališče Studenec                                                          |
| 2015 | Orfej v peklu (opera)                   | Kupid                         | SNG Opera in balet Ljubljana                                                         |
| 2016 | Veronika Deseniška (muzikal)            | Veronika                      | Društvo za glasbeno gledališče Slovenije, Hiša kulture Celje                         |
| 2017 | Moje pesmi, moje sanje (muzikal)        | Maria                         | NAGP produkcija                                                                      |
| 2023 | Mala nočna glasba (muzikal)             | Ga. Nordstrom                 | Slovensko komorno glasbeno gledališče, Cankarjev dom, Kulturno društvo Mlin Radomlje |
| 2025 | Razcvet (operal)                        | Anna                          | Slovensko komorno glasbeno gledališče, Opera in balet SNG Maribor, Cankarjev dom     |